# Guerre bizantino-selgiuchidi
Le guerre bizantino-selgiuchidi furono una serie di conflitti tra l'Impero bizantino ed il Sultanato di Rum (anche Sultanato di Iconio) protrattisi dall'XI al XIII secolo. Questi scontri spostarono l'equilibrio di potere in Asia Minore ed in Siria, facendo passare questi territori dal dominio bizantino al controllo selgiuchide: i turchi selgiuchidi recuperarono cioè quei territori che, conquistati dagli arabi al principio delle guerre arabo-bizantine, erano stati poi sottratti al controllo dei musulmani da Bisanzio.
Svolta decisiva negli scontri tra le due potenze fu la battaglia di Manzicerta (1071), il cui esito sfavorevole all'impero permise ai turchi del sultano Alp Arslan di occupare gran parte dell'Anatolia, con un processo che durò quasi vent'anni. Sotto la guida del basileus Alessio I Comneno (1080-1118), che riorganizzò pesantemente l'esercito e seppe sfruttare a proprio vantaggio i successi degli occidentali nella Prima crociata, l'impero bizantino tornò all'offensiva, riuscendo a recuperare il controllo delle coste della penisola anatolica (v. Rinascita dell'Impero bizantino sotto i Comneni). Sotto il regno di Giovanni II Comneno (1118-1143) i bizantini consolidarono la loro presa sull'entroterra anatolico, giungendo fino in Siria, ma la sconfitta di Manuele I Comneno (1143-1180) nella Battaglia di Miriocefalo (1176) privò l'impero della concreta possibilità di stroncare il sultanato di Rum.
Al volgere del XII secolo, il conflitto tra bizantini e selgiuchidi si raffreddò a causa delle continue contese dinastiche che minarono le basi di potere del basileus a Costantinopoli e del sultano ad Iconio, mentre gli equilibri di potere in Anatolia e nel Levante venivano decisi dall'esito della Terza crociata.
Il collasso bizantino provocato dalla Quarta crociata (1204) permise ai selgiuchidi di riaffermare il loro potere sull'Asia Minore ed inaugurò una grande fase di prosperità per il sultanato. Mentre l'Impero di Nicea combatteva con l'Impero latino per il controllo su Costantinopoli, il potere dei selgiuchidi di Rum venne però spazzato via dall'arrivo dei mongoli che nel 1243, nella Battaglia di Köse Dağ, sconfissero pesantemente il sultano Kaykhusraw II (1237-1246) ed iniziarono ad interferire con gli affari interni del sultanato. Lasciati a sé stessi, i grandi signori della guerra turchi (Bey) si spartirono le terre anatoliche e ripresero autonomamente il conflitto con il rinato impero bizantino dei Paleologi. Tra i contendenti spiccò la figura del bey Osman I i cui seguaci e discendenti, gli "Ottomani", avrebbero sottomesso l'Anatolia e proseguito il conflitto con i bizantini sino a conquistare Costantinopoli nel 1453 (v. Guerre bizantino-ottomane).

## Origini del conflitto

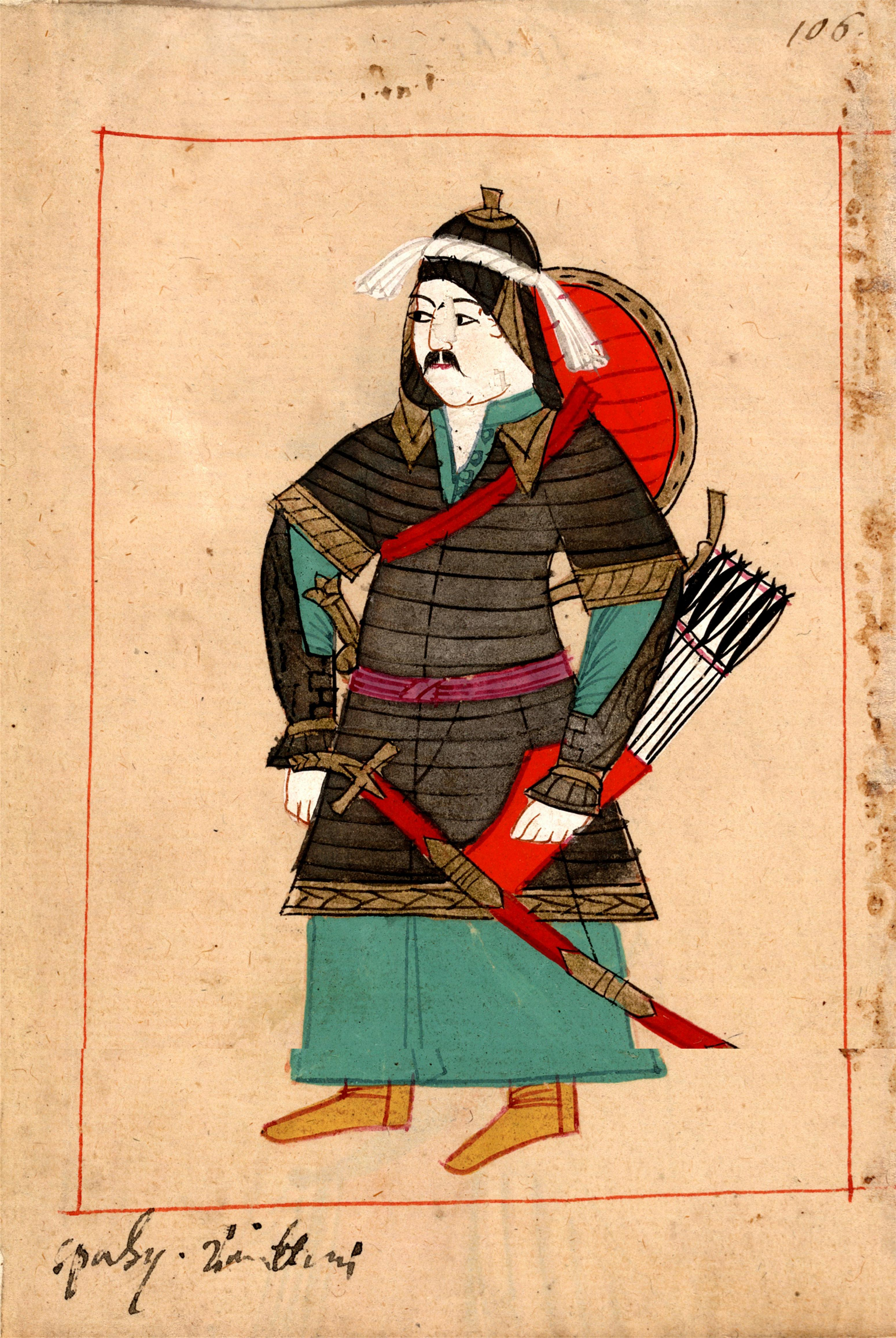
Cavaliere turco con corazza leggera, arco composito e kilij (scimitarra).

### I turchi selgiuchidi
La dinastia dei Selgiuchidi trae il suo nome da Seljük (?-1000), un signore della guerra dei Turchi Qynyq (stirpe turca appartenente al gruppo degli Oghuz) che emigrò con i suoi seguaci nella Transoxiana a seguito di un contrasto con il suo signore, lo yabġu degli Oghuz. Seljuk Beg (Seljuk Bey) ed i suoi familiari e seguaci, i selgiuchidi, si stanziarono nel 1029 nel Khorasan. Il nipote di Seljük, Toghrul Beg (1037-1063), riuscì a conquistare la Persia e l'Iraq e fu nominato sultano nel 1055 dal califfo di Baghdad, dopo averlo liberato dalla minaccia dei Turcomanni di al-Basasiri.

### I primi scontri
I selgiuchidi fecero la loro comparsa nella storia dell'Impero bizantino durante il regno del basileus Costantino IX Monomaco. Costantino IX aveva annesso alle terre imperiali il regno d'Armenia dei Bagratidi, occupandone la capitale Ani nel 1045. Lo stato cuscinetto armeno, una volta occupato, mise i bizantini a diretto contatto con le terre dove i turchi compivano le loro scorrerie.
Mentre ancora il potere selgiuchide si andava consolidando in Persia, i Turchi, guidati dai principi Asan e İbrahim Yinal, continuarono nelle loro razzie nell'Armenia bizantina. Nel 1048 venne occupata la città di Erzerum. Una coalizione bizantino-georgiana affrontò i selgiuchidi nella sanguinosa Battaglia di Kapetrou, riuscendo a sconfiggerli. Alla vittoria non fece però seguito una pacificazione del confine armeno e, nel 1052, i turchi attaccarono Kars. Nel 1054, fu Toghrul in persona a guidare una scorreria attorno al lago di Van, presso la fortezza di Manzicerta: i bizantini uscirono però vittoriosi dalla Prima battaglia di Manzicerta. Nel biennio 1056-1057 vennero condotte nuove campagne in Armenia, che portarono al saccheggio di Melitene, mentre nel 1059 le forze selgiuchidi penetrarono in profondità nel territorio bizantino, giungendo sino all'importante centro commerciale di Sebastea.

## Le campagne di Alp Arslan: 1064-1071

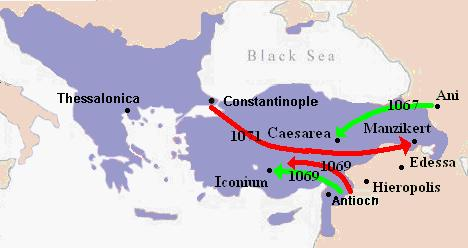
I movimenti dell'esercito turco di Alp Arslan (1067-1069) in verde ed i movimenti dell'esercito bizantino di Romano IV Diogene (1069-1071) in rosso.

Il sultano Toghrul morì senza eredi nel 1063; gli successe il nipote Alp Arslan che nel 1064 conquistò l'Armenia e la Georgia. Nel 1067 Alp Arslan attaccò i territori bizantini di Mesopotamia, Cilicia, Siria e Cappadocia, arrivando a razziare il tesoro della chiesa di San Basilio nella ricca città bizantina di Cesarea in Cappadocia (v. Battaglia di Cesarea). Alla fine della campagna, Alp pose il suo accampamento invernale al confine con le terre dei bizantini.
Nel 1068, il basileus Romano IV Diogene mosse contro i selgiuchidi con un esercito composto principalmente da mercenari Bulgari, Slavi, Armeni e Franchi. Alp Arslan aveva però unito le sue forze ai Saraceni di Aleppo così, invece di stroncare sul campo l'esercito turco, Romano IV fu costretto a concentrarsi sugli attacchi dei saraceni in Siria mentre le truppe di Alp razziavano l'Asia Minore.
Nel 1069, Romano IV venne inizialmente distratto dal confronto con i turchi causa la ribellione dei mercenari Normanni di Crispino che misero al sacco il thema Armeniakon. L'esercito bizantino venne poi costretto a scacciare i turchi dalla Cappadocia e poté cominciare solo tardi la tentata riconquista dell'Armenia. La sconfitta del generale bizantino Filareto Bracamio, custode del confine mesopotamico, e la conquista turca di Iconio a seguito della assedio di Iconio (1069), costrinsero Romano IV a spostarsi verso sud. Costretti a rifugiarsi tra i monti della Cilicia, i turchi ripararono ad Aleppo, sfuggendo nuovamente al confronto diretto.

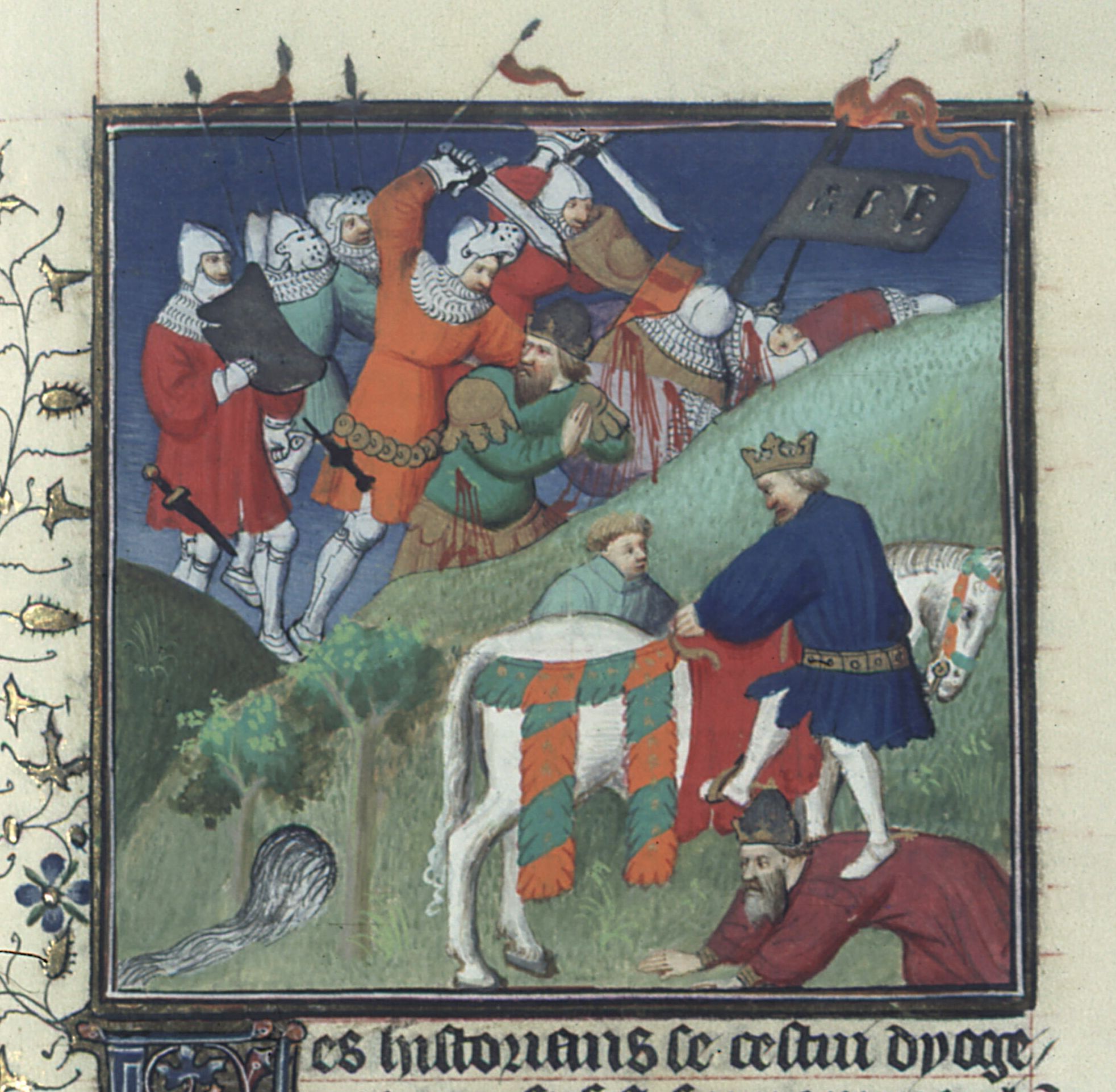
Battaglia di Manzicerta - Alp Arslan lascia il campo mentre i suoi uomini sgominano i bizantini.

Nel 1070 Romano IV dovette affidare il comando dell'esercito bizantino a Michele Comneno per concentrarsi sulle importanti riforme di cui necessitava l'impero per tornare competitivo. Alp Arslan affrontò i bizantini e li sconfisse, riuscendo a conquistare la città di Manzicerta.
Nel 1071 Romano IV si rimise a capo dell'esercito e marciò verso Manzicerta per riconquistarla.
Il 26 agosto 1071, le forze bizantine e quelle selgiuchidi si scontrarono nella seconda Battaglia di Manzicerta. A causa del tradimento sul campo di battaglia di Andronico Ducas, intenzionato a prendere il trono di Costantinopoli per la dinastia dei Ducas, e delle truppe mercenarie franche guidate da Roussel di Ballieul, Romano IV venne sconfitto e catturato da Alp Arslan. Deciso a debellare la minaccia al suo trono dei Fatimidi d'Egitto, Alp Arslan liberò Romano IV dietro promessa di un ingente tributo e di accordo di pace e lasciò il basileus libero di combattere l'usurpatore Michele VII Ducas, cugino di Andronico Ducas.

## Il dominio turco sull'Anatolia: 1072-1096

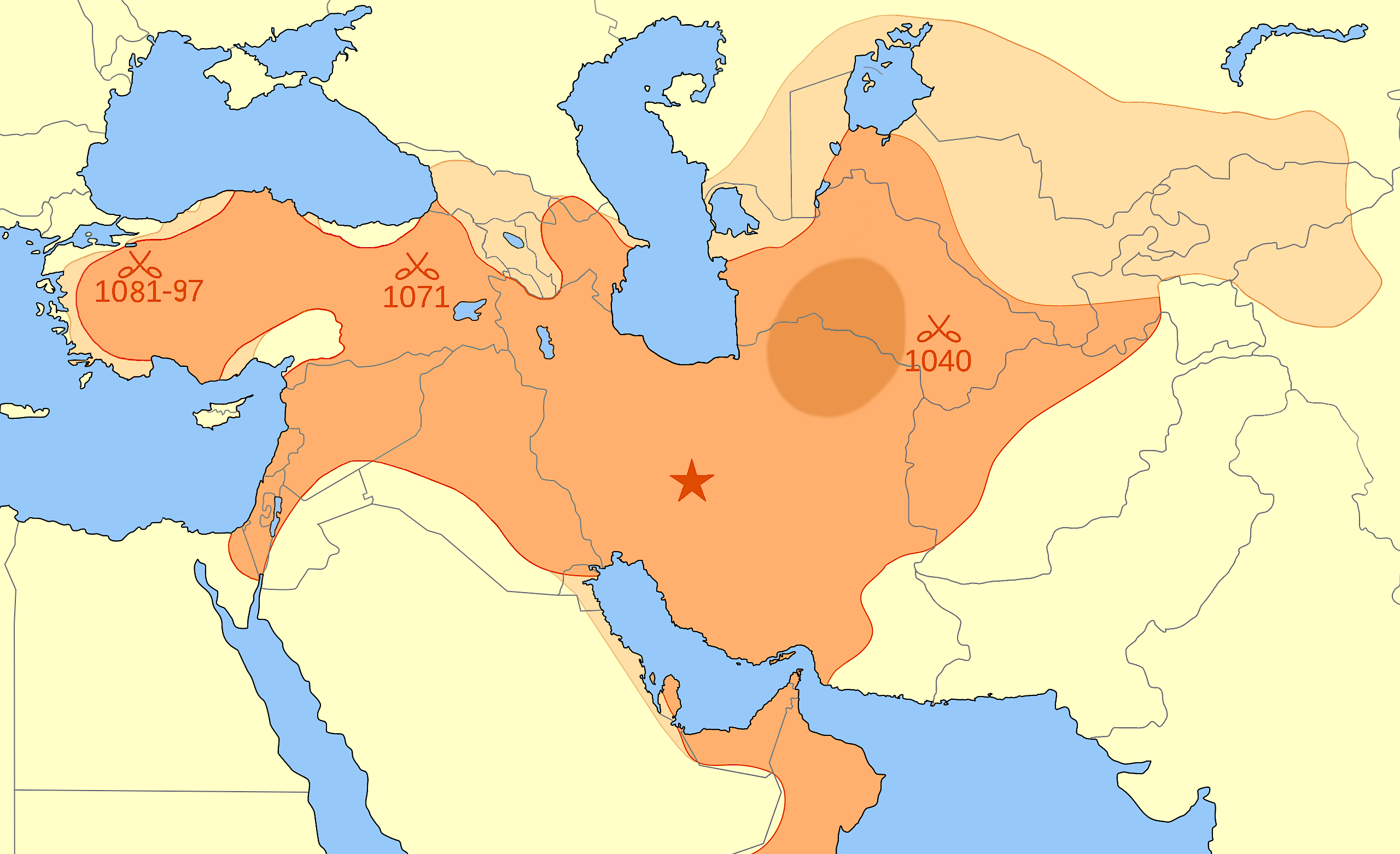
L'impero selgiuchide alla sua massima espansione (morte del sultano Malik Shah I).

### Le campagne di Malik Shah I
Nel 1072, Michele VII inviò in Asia Minore Ballieul per riportare quei territori sotto l'autorità imperiale. Morto Alp Arslan in quel medesimo anno, il controllo dell'Impero selgiuchide era passato a Malik Shah I che aveva deciso di occupare l'Anatolia e stanziarvi le tribù di allevatori-guerrieri Turkmeni al seguito dei Selgiuchidi. Ballieul liberava nel frattempo vasti territori della Galazia ma se ne dichiarò sovrano nel 1073, prendendo corte ad Ankara. Ballieul sconfisse il cesare Giovanni Ducas e saccheggiò la città di Üsküdar vicino a Costantinopoli. Michele VII ricorse allora proprio ai turchi contro l'usurpatore: convinse il signore della guerra selgiuchide Tutush I a destituire Ballieul ed il normanno venne costretto a rifugiarsi ad Amasya, ove poi (1074) venne preso prigioniero da Alessio I Comneno, allora solo generale.

### La nascita del Sultanato di Rum

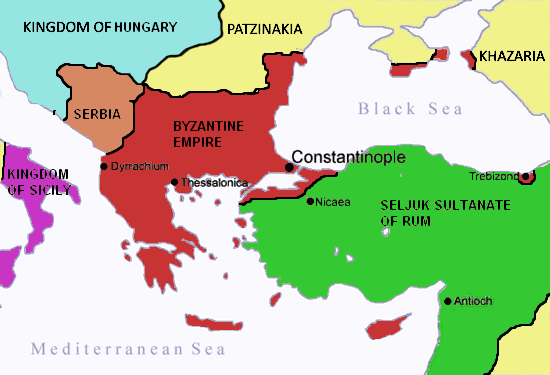
L'Impero bizantino nel 1081.

Mentre i bizantini erano distratti dalla minaccia dei normanni, il cugino del sultano, Suleyman ibn Qutulmish, occupava gran parte dell'Anatolia, costituendovi l'autonomo Sultanato di Rum, vassallo dell'impero di Malik Shah. Suleyman prese corte presso l'importante città di Nicea (v. Assedio di Nicea (1077)) e favorì il fiorire di principati diretti da bey, detti Uçbey ( "Uç" in Lingua turca significa "estremità", "frontiera") che fecero da tampone tra il neonato sultanato e l'impero bizantino: i Beilikati turchi d'Anatolia.

Domini di Filareto Bracamio nel 1078.

Mentre i selgiuchidi si rafforzavano in Anatolia grazie a Suleyman, il generale Filareto Bracamio, rimasto isolato da Costantinopoli condusse una lunga resistenza che portò alla formazione di un principato sotto l'autorità nominale bizantina ma in effetti quasi autonomo, che si estendeva dalla Cilicia (comprese Tarso, Mamistra e Anazarbe) ad Edessa. I suoi domini comprendevano anche il corno sud-occidentale dell'Armenia Maggiore e, temporaneamente, la Cappadocia orientale e Cipro. Nel 1078, Filareto divenne duca di Antiochia.
A Nicea, il generale bizantino Niceforo Botaniate si proclamò basileus Niceforo III Botaniate con l'appoggio dei selgiuchidi. Nel marzo del 1078, Niceforo occupava Costantinopoli e deponeva Michele VII, mentre il generale Alessio Comneno combatteva per lui il generale ribelle Niceforo Briennio. Alessio dovette poi combattere il ribelle Niceforo Basilacio nei Balcani (1079) e Niceforo Melisseno, ribellatosi in Anatolia con l'appoggio del sultano Suleyman (1080). Solo nel 1081, Alessio Comneno, alleatosi al ribelle Melisseno ed alla fazione dei Ducas, riuscì a mettere sotto controllo la situazione a Costantinopoli, fondando la dinastia dei Comneni ed avviando una faticosa ma sistematica renovatio imperii. Melisseno morì nella Battaglia di Durazzo (1081), combattendo al fianco di Alessio I i normanni di Roberto il Guiscardo.
Suleyman ed i suoi Uçbey sfruttarono il caos politico-militare bizantino per rafforzarsi sistematicamente. Appena salito al trono di Costantinopoli, Alessio siglò un trattato con il sultano di Rum, in virtù del quale i bizantini conservarono il controllo sulla Bitinia ed il confine tra l'impero ed i turchi venne posto al fiume Draconte, ed arruolò molti turchi come mercenari. Nel 1084 Suleyman mosse guerra a Bracamio e gli strappò Antiochia, ottenendo poi da Comneno il riconoscimento del suo dominio sull'intera Cilicia (1085). Nel 1087 fu il sultano Malik Shah ad attaccare i domini di Bracamio, strappandogli Edessa e costringendolo a rifugiarsi nella fortezza di Germanicia.
Signore di Edessa per volontà di Malik Shah, Suleyman di Rum entrò in conflitto con il cugino Tutush I, divenuto sultano di Damasco (v. Sultanato di Siria). Tutush sconfisse Suleyman ad Aleppo e lo catturò ad Antiochia, facendolo poi uccidere. All'evento seguì un periodo di caos nel dominio selgiuchide d'Anatolia, sino a quando non intervenne personalmente Malik Shah che (1092) nominò nuovo sultano di Nicea Qilij Arslan I, figlio di Suleyman.
Il basileus Alessio I, impegnato a contrastare l'invasione dei normanni, dovette affrontare nel 1091 un attacco congiunto su Costantinopoli dei barbari Peceneghi e dell'emiro selgiuchide di Smirne, Çaka Bey, che aveva occupato le isole egee di Lesbo e Chio (1090). Nella Battaglia di Levounion (29 aprile 1091), Alessio I ebbe però ragione degli invasori e l'anno successivo (1092) convinse proprio il sultano di Rum, Qilij Arslan, a liberarsi dalla minaccia rappresentata dal pericoloso Çaka, suo suocero.

## La riscossa bizantina: 1096-1118

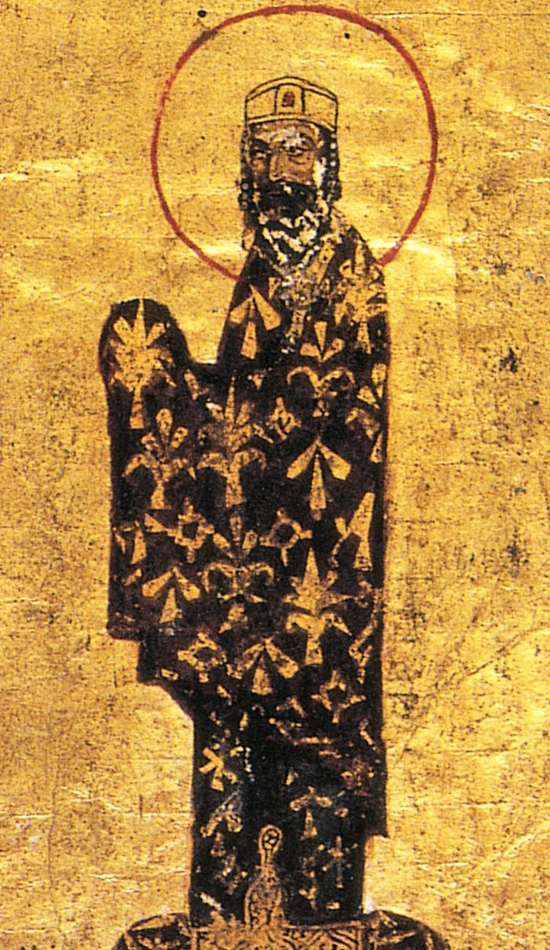
Il basileus Alessio I Comneno.

### La riforma dell'esercito
Alessio I Comneno promulgò una serie di riforme volte a modernizzare l'esercito bizantino:
- Per assicurarsi un sistema di arruolamento più efficiente delle turmae reclutate nei themata, il basileus incentivò la diffusione di una riforma introdotta da Costantino IX: la Pronoia. La pronoia, inizialmente una sorta di feudalesimo privo di obblighi militari per i titolari, venne da Alessio I riformata in senso prettamente militare: il titolare della pronoia venne chiamato a prestare in prima persona servizio militare, come cavaliere al comando di una truppa d'entità proporzionata alle dimensioni del suo feudo;
- Rispetto alla fanteria pesante dei themata Macedoni, i Comneni utilizzarono divisioni di fanteria leggera, chiamata dalle fonti con il termine arcaico peltasti. Come fanteria pesante rimase invece in auge la guardia variaga del basileus;
- La cavalleria pesante bizantina, i tradizionali catafratti, vennero riformati su modello della cavalleria pesante occidentale: fondamentalmente la cavalleria dei normanni per quanto concerne tattiche ed equipaggiamento. Testimonianze datate al regno di Manuele I Comneno, nipote di Alessio, confermano che i bizantini introdussero nei loro domini anche la pratica della giostra europea per affinare l'abilità dei loro cavalieri;
- La cavalleria leggera venne uniformata al modello turco: ranghi di arcieri a cavallo pesantemente armati, capaci di eseguire complesse e raffinate manovre sul campo di battaglia.

Alessio I non rinunciò comunque alla preziosa risorsa del mercenariato. Numerosi tagmata di cavalleria dell'impero bizantino, pesante e leggera, erano infatti ormai formati arruolando guerrieri delle più disparate nazionalità: turchi, slavi, magiari, franchi, vichinghi.

### La Prima Crociata: 1096-1099

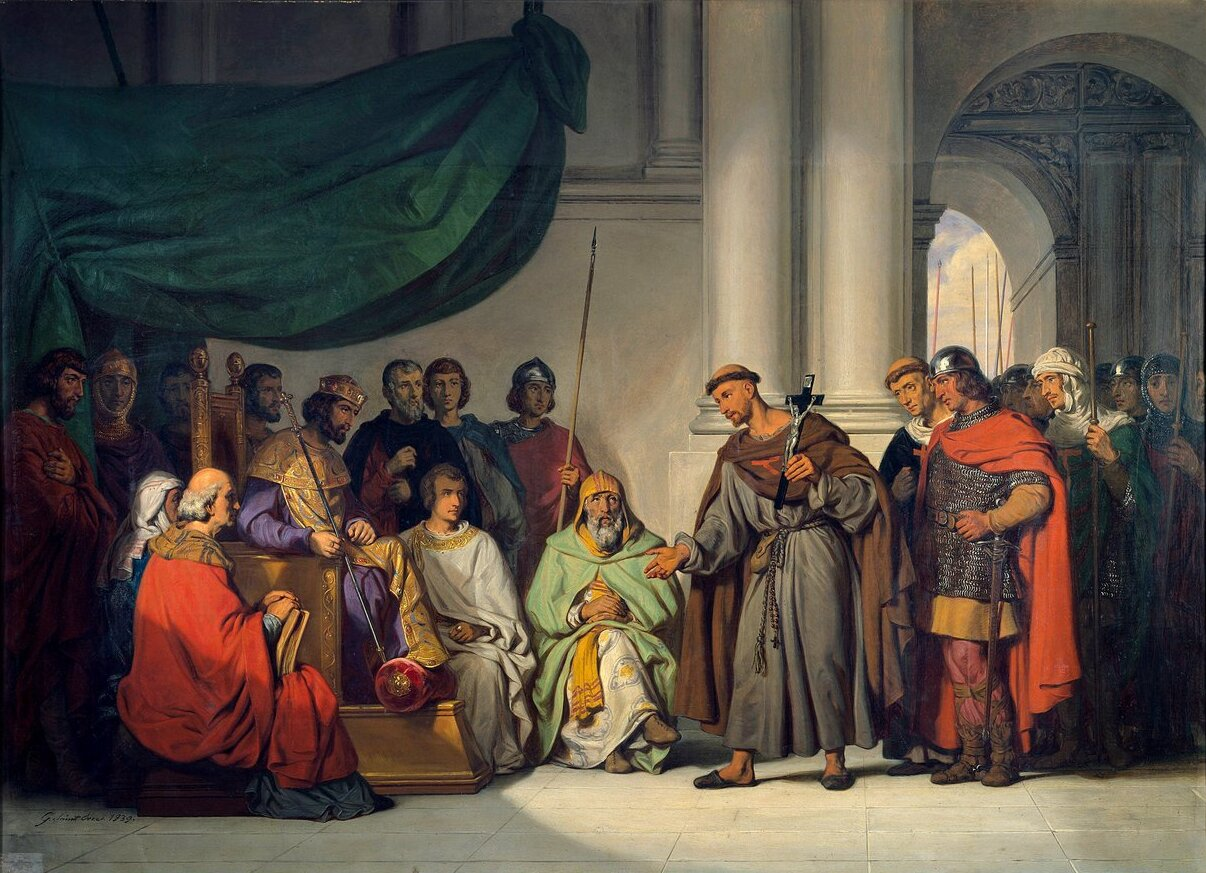
Pietro l'Eremita al cospetto di Alessio I Comneno, in un dipinto del XIX secolo.

Con l'appello di Clermont di Papa Urbano II (1095) ebbero formalmente inizio le crociate. Contrariamente a quanto spesso sostenuto dalla storiografia occidentale, Alessio I non prese parte alcuna all'iniziativa papale che anzi minava il suo ruolo ed il suo prestigio di basileus quale capo della Chiesa ortodossa. L'imperatore bizantino si trovò però a gestire l'afflusso verso l'Asia Minore e la Terrasanta dei crociati, nel tentativo di mantenere lo status quo in Anatolia nell'attesa che le riforme dell'impero lo mettessero nelle condizioni di gestire in prima persona l'espulsione dei selgiuchidi dall'Asia Minore.
La "Crociata dei poveri" di Pietro l'eremita venne gestita da Alessio in modo molto sbrigativo: i crociati vennero traghettati in Asia Minore il 6 agosto 1096 ove, pochi giorni dopo aver saccheggiato Nicea, vennero massacrati dalle truppe di Qilij Arslan.

L'Anatolia nel 1097.

L'arrivo a Costantinopoli della "Crociata dei nobili" (Goffredo di Buglione, Ugo di Vermandois, Raimondo IV di Tolosa, Baldovino di Boulogne, Boemondo di Taranto, Tancredi d'Altavilla etc.), nel 1097, fu invece un affare del tutto diverso. Alessio Comneno si accordò con i crociati per delle operazioni congiunte: i bizantini, oltre al servizio di traghettare le truppe, avrebbero anche fornito vettovaglie e si sarebbero costituiti quale retroguardia degli eserciti occidentali. In cambio del suo appoggio, Alessio I ottenne la promessa, da alcuni dei condottieri europei, di rientrare in possesso delle terre bizantine occupate dai selgiuchidi.

#### La marcia crociata: Anatolia, Siria e Terrasanta
Le forze congiunte dei bizantini e dei crociati mossero in Anatolia ed avviarono l'Assedio di Nicea (1097): la città, già capitale del sultano Qilij Arslan, cadde in mano cristiana e lo stesso sultano fu costretto alla fuga. La repentina occupazione di Nicea da parte delle truppe di Alessio I incrinò però rapidamente l'accordo bizantino-crociato. I crociati affrontarono da soli i turchi nella successiva Battaglia di Dorylaeum e conquistarono il tesoro del sultano Qilij Arslan.
Nel 1098 l'accordo tra Alessio I ed i capi crociati si ruppe definitivamente. Baldovino di Boulogne si impossessò di Edessa, sottraendola agli armeni, e si rifiutò di cederla ad Alessio. Nel frattempo, l'Assedio di Antiochia (1098) arrise alle truppe normanne di Boemondo di Taranto che si proclamò signore della città a causa del "tradimento" di Alessio I che non aveva aiutato gli occidentali durante il duro assedio. In realtà era stato uno dei crociati, Stefano II di Blois, a far desistere Alessio dai suoi propositi: disertore ad Antiochia causa le enormi difficoltà incontrate, Stefano era fuggito verso il mare ed aveva recato al basileus notizie nefaste sull'andamento della spedizione, convincendo Alessio a ritornare in territorio bizantino con la sua truppa. La verità è che, probabilmente, il basileus non aveva nessuna intenzione di impegnarsi a fondo nella conquista di una città importante e lontana come Antiochia, preferendo consolidare la sua posizione nei territori appena strappati ai turchi in Asia Minore. Il cognato di Alessio, Giovanni Ducas riconquistava infatti in quel periodo Smirne ed Efeso, per poi attaccare Filadelfia e Sardi in giugno.
Dopo l'ennesima vittoria crociata nell'Assedio di Ma'arrat al-Nu'man, molti degli emiri musulmani cooperarono con i cristiani nella speranza che questi proseguissero nel loro cammino, andando a molestare un altro governante. Presto i Crociati lasciarono il territorio selgiuchide e, finalmente, avviarono l'Assedio di Gerusalemme (1099), conquistando la Città Santa dai Fatimidi d'Egitto con grande spargimento di sangue.

#### Alessio I Comneno, i Crociati ed i Turchi
Proclamatosi principe d'Antiochia, Boemondo di Taranto conquistò la città di Melitene nel 1100 e, di nuovo, rifiutò di renderla ai bizantini. La minaccia del normanno venne temporaneamente arginata dai turcomanni di Danishmend Ghazi, emiro di Sebastea, che catturò il signore di Antiochia (Battaglia di Melitene). Il nipote di Boemondo, Tancredi d'Altavilla, attaccò direttamente le forze bizantine, riaprendo il conflitto bizantino-normanno: Mamistra, Adana e Tarso vennero occupate nel 1101; Laodicea nel 1102. Alessio I venne inaspettatamente aiutato da Baldovino di Boulogne, ormai Baldovino I di Gerusalemme, che pagò la libertà di Boemondo ai Danishmendidi affinché il normanno mettesse un freno all'irruenza del nipote. Nel 1104, Boemondo unì le sue forze con quelle di Raimondo di Tolosa e conquistò Acri.
Gli eventi di Laodicea furono l'inizio delle ostilità aperte fra gli Altavilla ed i Comneni. Il principe Boemondo dovette però combattere contemporaneamente anche con i selgiuchidi, il che facilitò enormemente Alessio. Non appena i crociati furono sconfitti dai turchi nella Battaglia di Harran, Alessio rioccupò le fortezze della Cilicia (Tarso, Adana e Mamistra), mentre la flotta bizantina, comandata dal Megas Doux (ammiraglio) Cantacuzeno, occupava Laodicea e le altre città costiere fino a Tripoli. Boemondo tornò in Italia per rafforzarsi, lasciando Tancredi ad Antiochia. Mentre il conflitto normanno-bizantino si spostava sul Mare Adriatico e nei Balcani, chiudendosi poi con una formale vittoria bizantina ratificata dal Trattato di Devol (1108), Alessio tentava, inutilmente, di coalizzare i principi crociati contro il pericoloso Tancredi d'Altavilla, sempre ben saldo ad Antiochia.
Per parte sua, dopo le sconfitte inflettegli dai crociati e costantemente pressato dai bizantini, Qilij Arslan aveva cercato di espandersi ai danni dei selgiuchidi di Persia e Siria ma era stato pesantemente sconfitto dal cugino Ridwan ibn Tutush di Aleppo (1107) ed era morto durante la ritirata. Nel 1110, Melikshah, figlio di Qilij Arslan, aveva ristabilito il predominio del sultanato di Rum sull'Anatolia ed aveva ripreso le scorrerie in territorio bizantino, giungendo fino a Filadelfia nel 1112 e tentando l'infruttuoso Assedio di Nicea (1113).
I crociati di Baldovino I avevano nel frattempo conquistato Tripoli (1109) e Sidone, spingendo Alessio I ad allearsi con i Fatimidi d'Egitto nel tentativo di arrestare i progressi degli occidentali in Terrasanta. Nel frattempo, tra il 1110 ed il 1115, i crociati chiusero con un generale successo i loro conflitti con il sultano Mehmed I dei Grandi Selgiuchidi d'Asia.
Alessio I affrontò per un'ultima volta i selgiuchidi nella Battaglia di Filomelion (1116 o 1117), sconfiggendo le truppe di Melikshah e mettendole in fuga. Il vecchio basileus non si arrischiò però a marciare fino ad Iconio: fissò il nuovo confine tra l'impero ed il sultanato alla città di Filomelion e si ritirò.

## Il contrattacco bizantino: 1118-1176

### Giovanni II Comneno

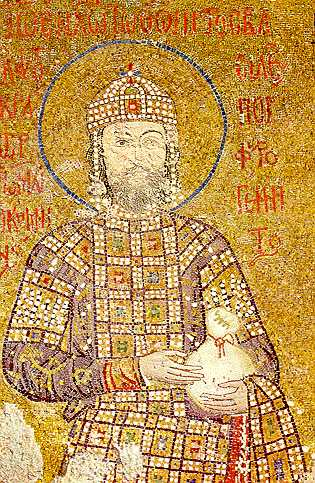
Il basileus Giovanni II Comneno.

Nel 1118 Alessio I Comneno morì senza aver designato un successore. Si spense nello stesso anno anche Baldovino I di Gerusalemme. Mentre il potere dei selgiuchidi collassava a causa dei continui conflitti tra i diversi Uçbey ed aspiranti sultani, Giovanni II Comneno, figlio di Alessio I, prese per sé il trono di Costantinopoli e, nonostante l'opposizione della famiglia (il basileus dovette condannare all'esilio la sorella Anna Comnena, rea di aver ordito il suo omicidio), proseguì nella renovatio imperii avviata da suo padre.

#### Prima campagna in Asia Minore
Nel 1118, il sultano Ahmed Sanjar, l'ultimo dei grandi selgiuchidi d'Asia, riportava ordine nel grande impero selgiuchide senza però pianificare un intervento risolutivo in Anatolia in aiuto del sultano di Rum.
Nella primavera del 1119, Giovanni Comneno sbarcò con un grosso esercito in Attalia e mosse contro Laodicea, occupata dai turchi: l'Assedio di Laodicea si concluse con una netta vittoria dei bizantini che rioccuparono così le terre dell'Attalia.
Deciso a contenere la minaccia dei Danishmendidi, Giovanni II affidò il compito di contenerne l'espansione al duca di Trebisonda, Costantino Gabras. I Danishmendidi risposero alleandosi all'emiro di Melitene e sconfiggendo le forze di Gabras, poi Gümüshtegin prese per sé Melitene (1124) ed attaccò Gabras. I Danishmendidi conquistarono Ankara, Gamgra e Kastamonu, interrompendo i collegamenti terrestri tra Trebisonda e Costantinopoli. Isolato a Trebisonda, Gabras risolse di dichiararsi indipendente dall'impero bizantino.

#### Seconda campagna in Asia Minore
Nel 1130, nella Battaglia del Fiume Ceyhan, Gümüshtegin sconfisse l'armata di Antiochia ed uccise Boemondo II d'Antiochia: i turcomanni Danishmendidi erano ormai signori di buona parte dell'Anatolia.
Deciso a stroncare la minaccia dei Danishmendidi, Giovanni II tornò in Asia Minore con un grande esercito. Per cinque anni, Giovanni II portò guerra al melik Gümüshtegin, riuscendo ad ucciderlo nel 1134. Entro il 1135, Giovanni II Comneno aveva riconquistato una buona parte dell'Asia Minore, con i territori perduti da Bisanzio da ormai un secolo.

#### Giovanni II ed i crociati

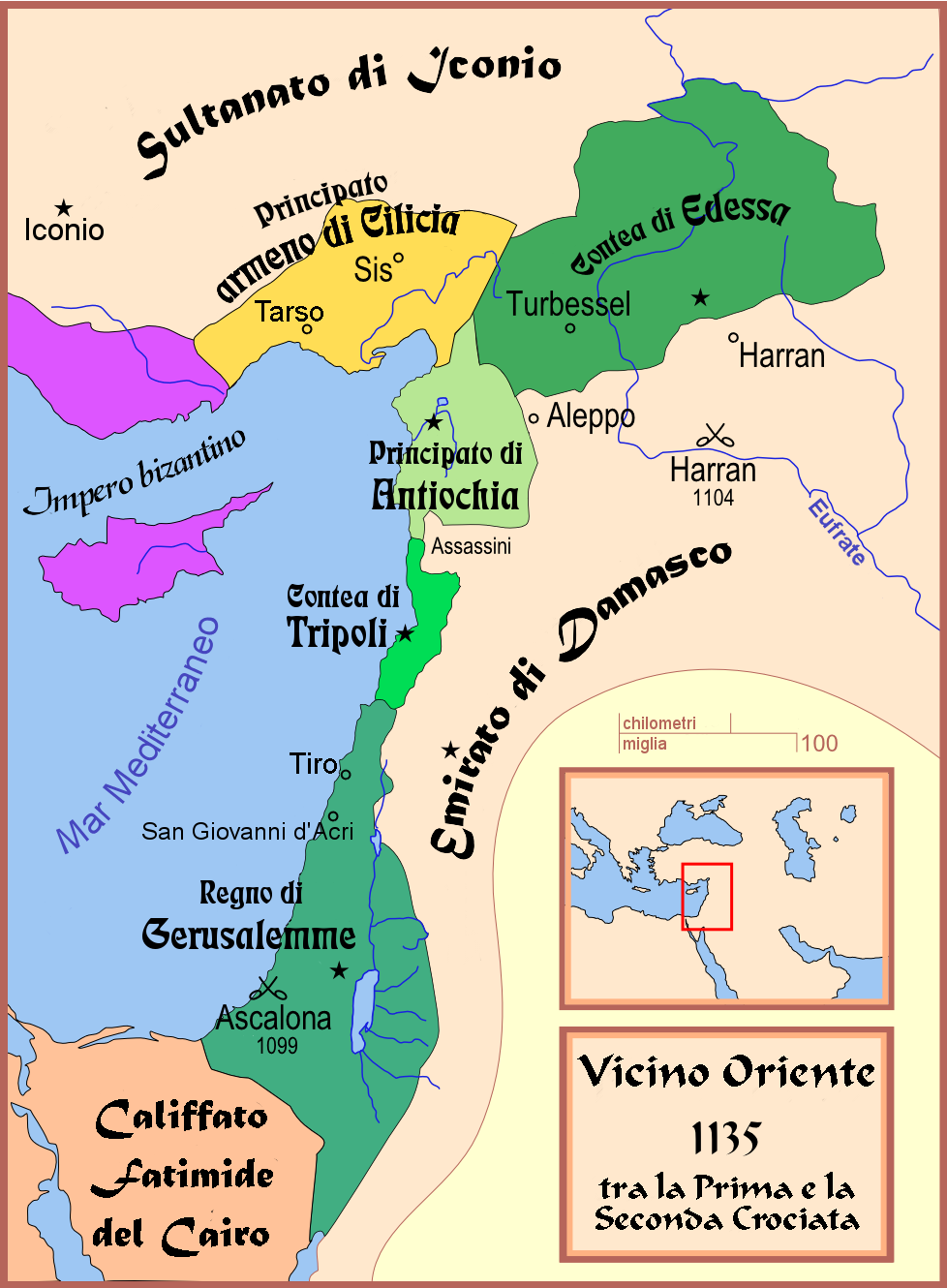
Gli stati crociati (in toni di verde) nel 1135.

Eliminata la minaccia dei turchi, Giovanni II poté prepararsi a riprendere i territori che considerava di diritto bizantini, anche se assoggettati al potere crociato: il regno della Piccola Armenia in Cilicia e il Principato d'Antiochia in mano ai normanni.
Nel 1137, Giovanni II mosse guerra ai Rupenidi d'Armenia e li sconfisse, poi pose l'assedio ad Antiochia, costringendo Raimondo di Poitiers ad arrenderglisi con il benestare del re Folco I di Gerusalemme. Giovanni Comneno negoziò a questo punto l'appoggio dei crociati per un attacco contro il potente signore di Aleppo, l'atabeg Zengi. Nel 1138, Giovanni II ed i Templari di Raimondo e di Joscelin II di Edessa mossero contro la città-fortezza di Shayzar ma l'Assedio di Shayzar venne stroncato sul nascere da contrasti tra bizantini e crociati e dall'arrivo dell'armata di Zengi. Giovanni II ripiegò ad Antiochia ma venne costretto a lasciare frettolosamente la città a causa di una sommossa pilotata da Joscelin.

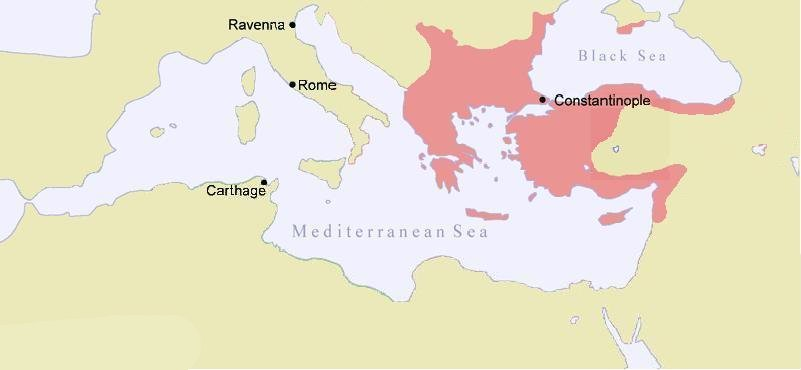
L'Impero bizantino alla morte di Giovanni II Comneno.

Il basileus rientrò a Costantinopoli nel 1139, dopo altri scontri con i selgiuchidi sulla via del ritorno a casa. A Trebisonda, nel frattempo, Costantino Gabras si alleava con i Danishmendidi di Melik Mehmed Gazi contro Giovanni. Il basileus stroncò i turcomanni in Bitinia e Paflagonia (la morte di Mehmed, nel 1142, avrebbe di lì a poco segnato la fine del potere dei Danishmendidi), poi costrinse Gabras alla sottomissione, riportando Trebisonda nell'orbita costantinopolitana.

#### L'ultima campagna
Nel 1141, il sultano di Rum, Mas'ud I, spalleggiato da mercenari turcomanni, riprese le razzie in territorio bizantino.
Nel 1142, Giovanni II tornò in Anatolia accompagnato dai figli, deciso ad occupare definitivamente Antiochia e risolvere la contesa con i sempre più deboli selgiuchidi. Il primogenito del basileus, Alessio, ed il secondogenito, Andronico, morirono in breve tempo di febbre. Constatato il tradimento di Raimondo d'Antiochia, Giovanni Comneno passò l'inverno in Cilicia e nella primavera del 1143 mosse guerra ai crociati. In marzo, il basileus venne ferito da una freccia avvelenata durante una battuta di caccia e morì l'8 aprile, dopo aver nominato suo erede il figlio quartogenito Manuele I Comneno.

### Manuele I Comneno

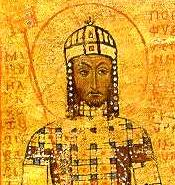
Il basileus Manuele I Comneno.

Rafforzata la sua posizione a Costantinopoli, già nel 1144 Manuele I Comneno tornò ad agire nel Levante, proseguendo la politica del padre. La flotta e le armi di Bisanzio razziarono i dintorni di Antiochia per costringere Raimondo alla resa. Nel Natale dello stesso anno, l'atabeg Zengi conquistava la Contea di Edessa, causando la reazione di tutti gli Stati crociati. Raimondo d'Antiochia fu costretto a chiedere perdono a Manuele.

#### La Seconda Crociata: 1145-1149
Mentre il figlio di Zengi, Norandino, subentrava al padre assassinato (1145) e rafforzava la presa degli Zengidi su Edessa sconfiggendo Joscelin II di Edessa, l'occidente cristiano rispondeva alla caduta della città crociata con una seconda levata alle armi. Da Costantinopoli, Manuele decise di gestire la Seconda crociata come suo nonno Alessio aveva gestito la prima: fornire aiuto logistico agli occidentali in cambio della resa delle città bizantine liberate dai turchi.
Mentre le forze tedesche di Corrado III di Germania venivano pesantemente sconfitte dai selgiuschidi di Mas'ud I nella Battaglia di Dorylaeum (1147) e l'Hohenstaufen riparava in Grecia presso Manuele, Luigi VII di Francia si faceva faticosamente largo in Anatolia, costantemente pressato dalle forze turche. Il 24 giugno 1148 Corrado III e Luigi VII si incontrarono con Baldovino III di Gerusalemme a San Giovanni d'Acri: insieme, i tre sovrani commisero il tragico errore strategico di attaccare la Damasco dei Buridi, l'unica dinastia musulmana intenzionata a mantenere lo status quo nel Levante contro le ingerenze dei Selgiuchidi e dei Fatimidi. Muʿīn al-Dīn Unur di Damasco fu così costretto a rivolgersi a Norandino per salvarsi dall'Assedio di Damasco, conclusosi dopo quattro giorni con la ritirata dei crociati davanti alle truppe dello Zengide. Luigi VII restò testardamente nel Levante fino al 1149, mentre Corrado rientrava a Costantinopoli.

#### Il rafforzamento degli Zengidi ed il collasso dei Selgiuchidi
Nel 1149, Norandino sconfisse Raymondo d'Antiochia nella Battaglia d'Inab, uccidendolo e mettendo al sacco le terre antiochene fino alla costa. L'anno dopo (1150), Norandino si alleò a Mas'ud I per sconfiggere una volta per tutte Joschelin II: il signore di Edessa venne catturato, accecato e gettato in carcere ad Aleppo. I selgiuchidi conquistarono nel frattempo alcune fortezze antiochene (Dülük e Aintab), mentre i bizantini occupavano le coste antistanti la città di Antiochia. Nel frattempo, Rinaldo di Châtillon, un cavaliere superstite scampato al massacro di Inab, sposò Costanza d'Antiochia, vedova di Raymondo, e fece atto formale di sottomissione a Manuele I Comneno.
Nel 1153, il sultano Ahmed Sanjar, ultimo dei Grandi Selgiuchidi d'Asia, venne sconfitto dai turchi Oghuz del Khuttal e del Tukharistan che lo tennero prigioniero fino al 1156. L'impero selgiuchide crollò, accorpato dall'Impero Corasmio, ed il sultanato di Rum si trovò privo di alleati. Nel 1155 morì il sultano Mas'ud I; il suo erede, Qilij Arslan II, non riuscì ad impedire che Norandino, signore di Edessa dal 1154, occupasse la fortezza antiochena di Duluk.
Nel 1156 Qilij Arslan II pianificò l'attacco contro Costantinopoli. Manuele decise di ricorrere a Rinaldo di Chatillon contro i selgiuchidi ma Rinaldo si alleò a Thoros II d'Armenia e saccheggiò l'isola bizantina di Cipro. Manuele si portò allora nel 1158 ad Antiochia, spalleggiato dal suo fresco alleato Baldovino III, ed ottenne la sottomissione di Rinaldo. Uscito da Antiochia, Manuele I Comneno si portò al confine delle terre zengidi, dove venne raggiunto da emissari di Norandino che negoziarono la pace tra il signore di Aleppo ed il basileus. A seguito dell'alleanza tra Bizantini e Zengidi, Qilij Arslan II fu costretto a recarsi a Costantinopoli per divenire tributario di Manuele I Comneno (1161).
Nella zona orientale dell'Impero bizantino, Costantinopoli era al massimo della sua potenza, dopo la catastrofica battaglia di Manzicerta del 1071. Il sultano aveva firmato la pace con il basileus e gli versava tributi annuali, come pure l'atabeg di Aleppo. La via verso la Terra Santa per i pellegrini era di nuovo aperta. Gli unici cristiani scontenti erano i crociati, a causa del mancato impegno bellico di Manuele contro i musulmani.

#### La riscossa dei selgiuchidi

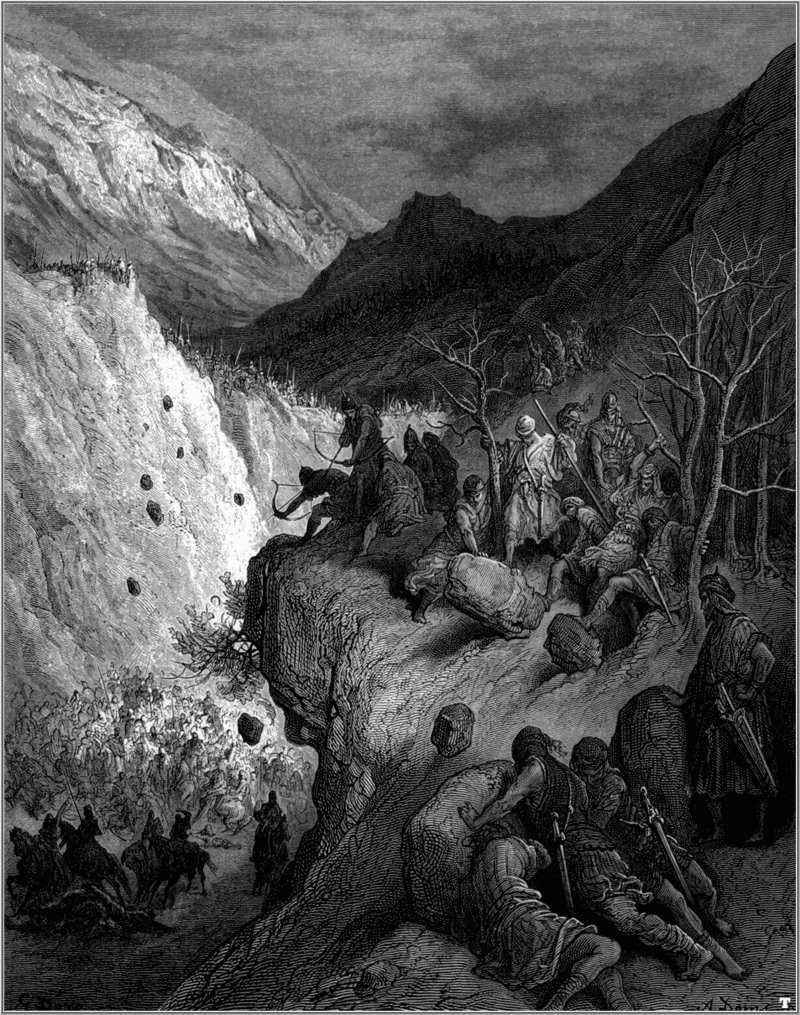
L'imboscata dei turchi a Miriocefalo - tav. di Gustave Doré.

Nel 1174, alla morte di Norandino, Qilij Arslan II tornò ad attaccare i Danishmendidi che chiesero l'aiuto di Manuele I Comneno. Il basileus marciò in Anatolia nell'estate del 1176. Sulla via per Iconio, Manuele venne raggiunto dagli inviati del sultano con proposte di pace vantaggiose per Bisanzio. Manuele risolse invece di marciare contro i selgiuchidi ma le sue forze caddero in un'imboscata e vennero costrette a ritirarsi dopo la Battaglia di Miriocefalo.
La sconfitta di Miriocefalo stroncò le possibilità dei Comneni di spazzare via i turchi dall'Anatolia. Per congelare lo status quo sul fronte orientale, Manuele dovette smantellare le sue fortezze di Dorileo e Subleo, poi tornò a Costantinopoli con ciò che restava del suo esercito.

## Il collasso bizantino: 1180–1308

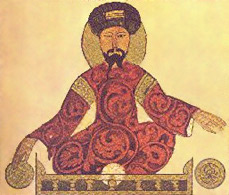
Saladino - codice arabo del XII secolo.

Quando Manuele I Comneno morì, nel 1180, l'erede al trono, Alessio II Comneno era solo un ragazzo. Due anni dopo (1182), il potere su Alessio II e su Costantinopoli venne conquistato dal ribelle Andronico I Comneno che venne poi osteggiato da diversi generali di stanza in Anatolia: Andronico Angelo e Giovanni Vatatze nel 1182; Isacco Angelo, Teodoro Cantacuzeno e Teodoro Angelo nel 1183.
Ad approfittare della situazione fu Qilij Arslan II che, nel 1182, occupò la città di Kütahya. Preoccupato dalle scorrerie dei selgiuchidi, nel 1184 il basileus si alleò con Saladino per contenere la minaccia di Qilij Arslan II, a sua volta alleatosi con Saladino fin dal 1180.
Nel 1185 anche il nuovo basileus, Isacco II Angelo, ricorse al Saladino, ormai padrone del Levante, contro la minaccia di Qilij Arslan II. Questa volta la mediazione dell'ayyubide portò ad un accordo di pace tra i bizantini ed i turchi. L'anno successivo (1186), il vecchio sultano di Rum trasferì però i suoi poteri ai nove figli che cominciarono subito a combattere tra loro per il predominio, rendendo la situazione anatolica ingestibile. Isacco II poté solo rinnovare la sua alleanza con Saladino, tanto da non battere ciglio quando l'armata ayyubide sconfisse le forze dei regni crociati nella Battaglia di Hattin (1187) e conquistò Gerusalemme.

### La terza crociata: 1189-1192

Il Levante nel 1190.

Nel 1189, Federico Barbarossa, Filippo Augusto di Francia e Riccardo Cuor di Leone mossero verso la Terrasanta. Alleatosi al Saladino, Isacco II cercò d'impedire il passaggio dell'armata tedesca, la prima ad arrivare, ma Federico conquistò Filippopoli ed Adrianopoli, minacciando, con la flotta fornitagli dalle Repubbliche marinare, la stessa Costantinopoli. Isacco II fu costretto ad accogliere il Barbarossa (febbraio 1190) ed a fornirgli supporto logistico e provviste. L'altro alleato del Saladino, Qilij Arslan II, non fece di meglio: l'Hohenstaufen conquistò Konya e costrinse il selgiuchide a fornirgli guide e vettovaglie. La morte improvvisa di Federico Barbarossa (10 giugno), al guado del fiume Saleph, pose fine alla minaccia tedesca.

Il sultanato di Rum nel 1190.

Riccardo I conquistò Cipro nel 1191, strappandola all'anti-imperatore Isacco Comneno, poi sbarcò in Terrasanta e si unì a Filippo II nell'Assedio di San Giovanni d'Acri. Acri cadde il 12 luglio ma, provato dalle fatiche fin lì patite, il sovrano francese decise di desistere dalla crociata e tornò a Parigi (dicembre), lasciando Riccardo I solo al comando della spedizione. Riccardo I marciò verso Gerusalemme ed il 7 settembre sconfisse Saladino nella Battaglia di Arsuf. Per tutto il 1192, Riccardo I e Saladino si combatterono, strappandosi ripetutamente la città di Giaffa, mentre Gerusalemme restava saldamente in mano musulmana. Il 21 settembre 1192, Riccardo I e Saladino negoziarono una tregua triennale che garantì libero accesso a Gerusalemme ai pellegrini cristiani. Riccardo Cuor di Leone lasciò la Terrasanta il 9 ottobre successivo.

### Le lotte per il potere a Bisanzio e nel Sultanato di Rum
Il basileus Isacco II venne eliminato nel 1195 da un parente, Alessio III Angelo, che prese per sé il trono. Durante il regno del secondo sovrano appartenente alla dinastia degli Angeli, la crisi cominciata durante il regno di Isacco II si intensificò:
- Enrico VI di Svevia aveva unito i domini degli Hohenstaufen con quelli del regno normanno delle Sicilie ed aveva iniziato a pianificare un attacco diretto a Costantinopoli, bloccato solo dalla volontà di papa Celestino III;
- a causa della grave crisi economica in cui versava l'erario bizantino e della minaccia di un nuovo attacco normanno, il basileus non poté impedire che il potere della Repubblica di Venezia e della Repubblica di Genova a Bisanzio continuasse a crescere;
- numerosi anti-imperatori cercarono di strappare il potere ad Alessio III: Giovanni Comneno nel 1200; Michele Comneno nel 1201.

Mentre la situazione a Bisanzio si faceva sempre più caotica, un capace figlio del defunto Qilij Arslan II, Suleyman II prendeva per sé il trono (1197) e riportava l'Anatolia sotto il controllo dei selgiuchidi. Le armate del basileus non riuscirono a contenere il nuovo slancio dei turchi che trovarono un avversario nel Regno di Georgia, vittorioso sulle truppe di Suleyman II nella Battaglia di Basian nel 1203.

### La quarta crociata: 1201-1204
La crociata indetta da Papa Innocenzo III nel 1198 con l'appoggio del basileus Alessio III, si mise in moto nel 1201. Già nel 1202 il doge di Venezia, Enrico Dandolo, convinse i crociati ad attaccare i domini bizantini, invece che gli infedeli. Nel 1203 il figlio del basileus Isacco II, Alessio Angelo, si unì alla crociata per detronizzare lo zio, promettendo poi aiuti militari per la lotta in Terrasanta (10 000 soldati), denaro e generi di consumo, riunione delle due Chiese e favorevoli accordi mercantili con Venezia.
L'Assedio di Costantinopoli (1203), condotto dai veneziani, rimise sul trono il cieco Isacco II ed il figlio Alessio IV Angelo. Mentre i crociati attendevano fuori dalle mura di Costantinopoli, Alessio IV cercò inutilmente di racimolare il denaro promesso loro (Alessio III era fuggito con il tesoro reale in Tracia), finendo con lo scatenare il malcontento della città, pilotato da Alessio Duca Murzuflo, già alleato di Alessio III, che prese per sé il trono con il nome di Alessio V Ducas. Il nuovo basileus misconobbe gli accordi tra Alessio IV ed i crociati, provocando un nuovo Assedio di Costantinopoli (1204) che si concluse con il sacco della città da parte dei latini e la fuga di Alessio V.

### La lotta tra i selgiuchidi, i niceni ed i trapezuntini

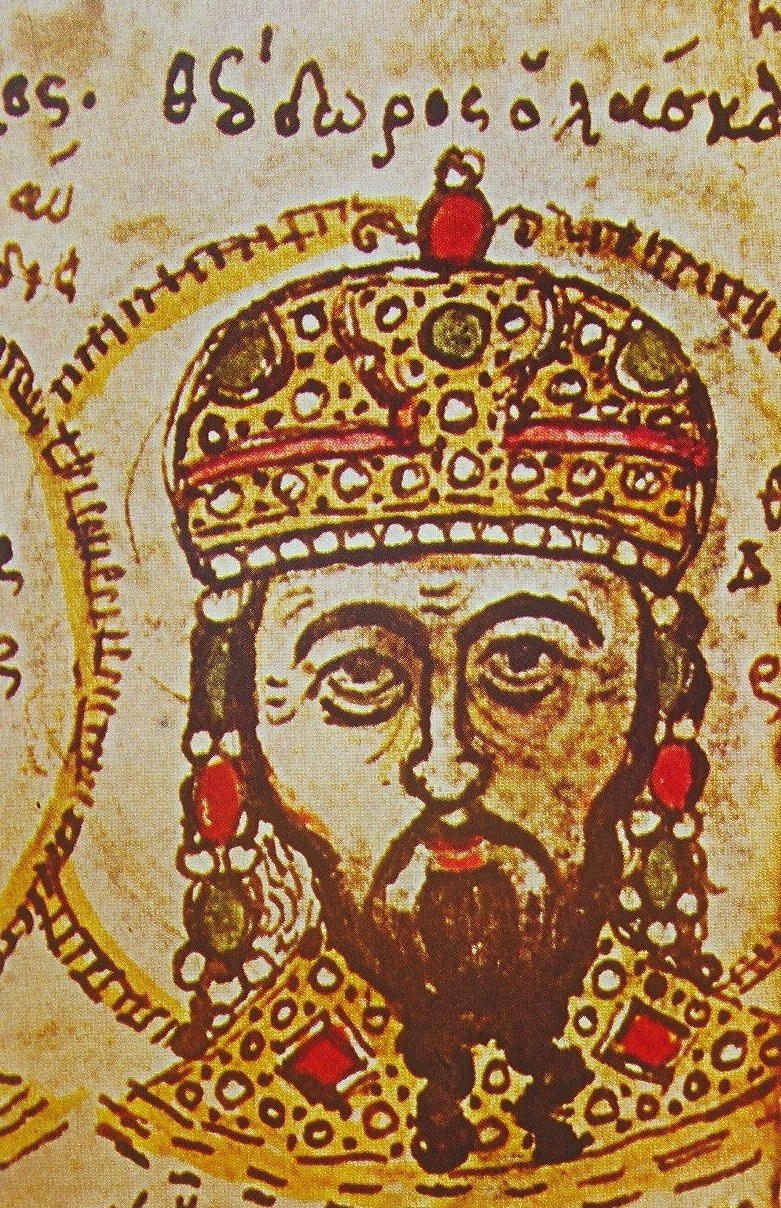
Il basileus niceno Teodoro I Lascaris

Mentre il francese Baldovino I di Costantinopoli fondava l'Impero latino, diversi oligarchi bizantini fondarono nuove compagini statali nelle terre dell'impero che avrebbero, negli anni successivi, lottato nel tentativo di scacciare gli invasori dal trono di Costantinopoli: l'Impero di Nicea, l'Impero di Trebisonda ed il Despotato dell'Epiro.
Nel 1204 moriva il sultano Suleyman II. Suo figlio, Qilij Arslan III, un bambino di soli tre anni, venne spodestato nel 1205 dallo zio Kaykhusraw I spalleggiato dalle truppe del generale bizantino Manuele Maurozome. Mentre il signore di Nicea, Teodoro I Lascaris, frenava le mire del generale trapezuntino Davide Comneno in Bitinia, Kaykhusraw mosse contro il basileus trapezuntino Alessio Comneno ma l'assedio di Trebisonda si concluse nel 1206 con una netta vittoria dei bizantini. Il sultano selgiuchide tentò di rifarsi contro i niceni: nel 1207 le truppe di Maurozome occuparono Antalya, conquistando quindi uno sbocco sul Mar Mediterraneo, e Kaykhusraw si alleò con l'impero latino di Enrico di Fiandra contro Teodoro I. La vittoria dei niceni sui selgiuchidi nella Battaglia della valle del Meandro stroncò nel 1210 le mire del sultano d'Iconio e spinse l'impero niceno e l'impero latino verso il reciproco riconoscimento (1214).
Scomparso nel 1211 il sultano Kaykhusraw, il suo erede, Kaykaus I, negoziò la pace con Teodoro I Lascaris per concentrarsi sui territori bizantini di Trebisonda. Nel 1214 Alessio Comneno venne catturato dai turchi e rimesso sul trono trapezuntino come vassallo del sultano.

## Conclusione

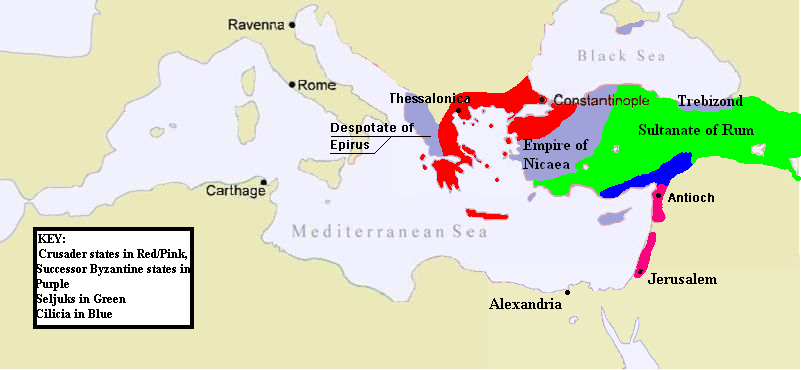
Impero Bizantino al principio dell'Età Paleologa (ca. 1250)
Legenda: Viola = Potentati bizantini, Rosso = Impero latino e stati latini, Verde = Popolazioni turche non ottomane.

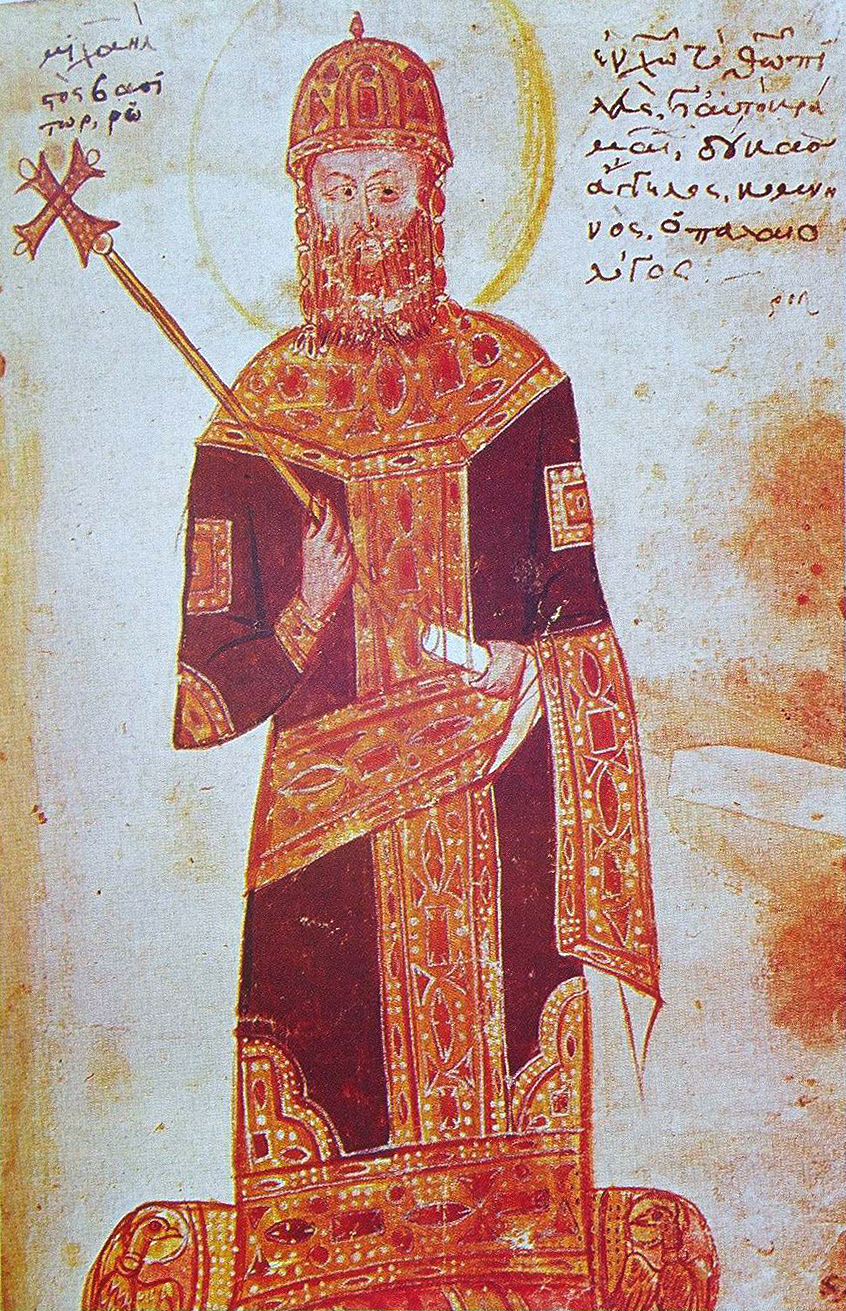
Il basileus Michele VIII Paleologo, rifondatore dell'Impero bizantino.

L'Impero bizantino dei Paleologi nel 1265.

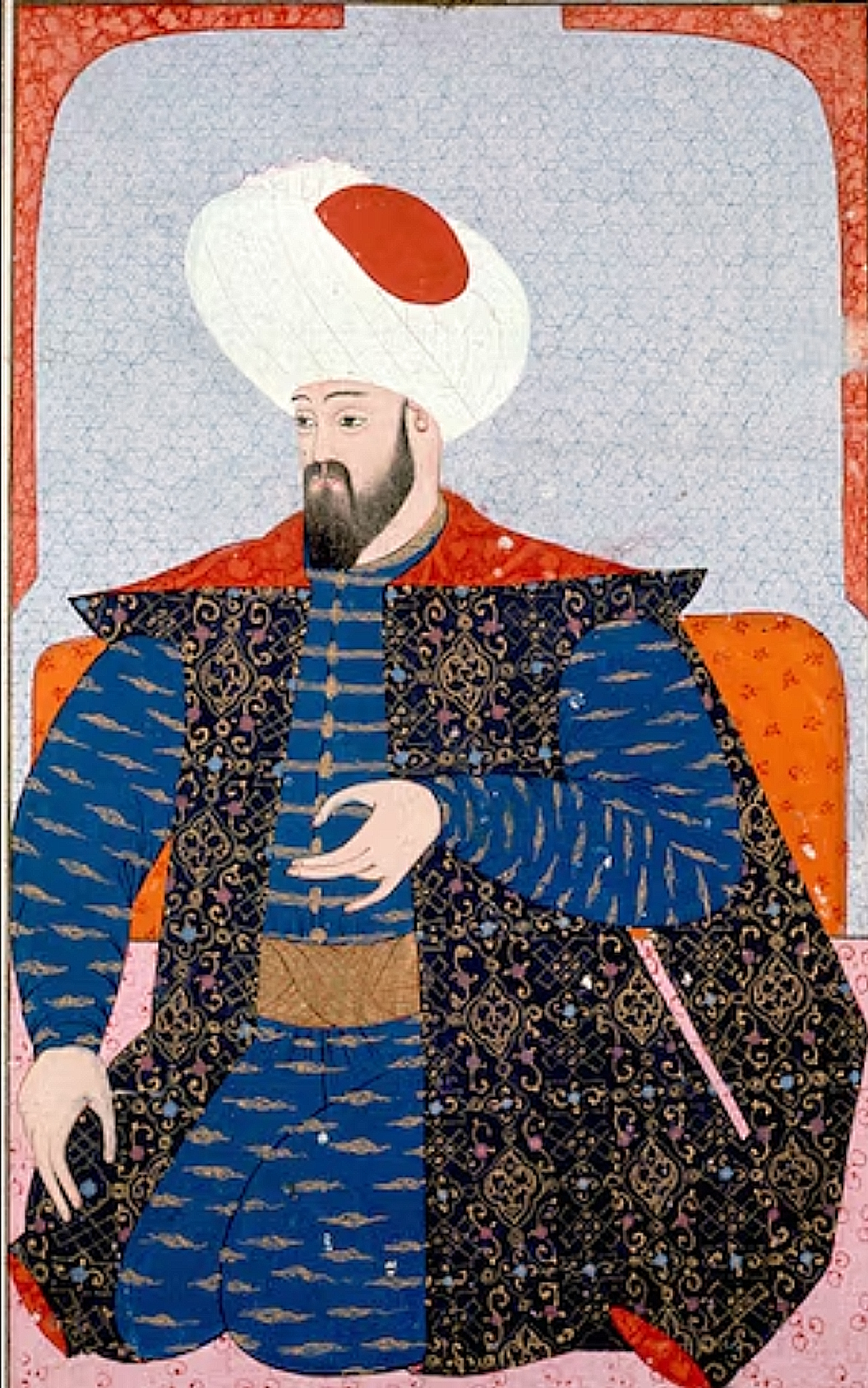
ʿOthmān I Ghāzī, fondatore dell'Impero ottomano.

Mentre l'Impero di Nicea combatteva contro i crociati per riconquistare Costantinopoli, il sultanato di Rum visse il suo periodo di maggiore splendore fino a che, nel 1241, i mongoli di Bayju invasero l'Anatolia ed occuparono Erzurum. Il sultano Kaykhusraw II riunì un esercito composto in gran parte da mercenari bizantini, armeni ed europei, per contenere l'invasione. Nel 1243, Bayju tornò con una forza armata di trentamila uomini ed il 26 giugno 1243, nella Battaglia di Köse Dağ, sconfisse il sultano che si rifugiò a Antalya, mentre i mongoli saccheggiavano Sivas e poi Kayseri. Bayju sottoscrisse poi un accordo con Kaykhusraw II, garantendo la sopravvivenza del sultanato in cambio di tributi. La sconfitta subita dal Sultano di Rum marcò il declino del potere selgiuchide in Anatolia. Le diatribe attorno alla successione (1246) aprirono la strada alle successive ingerenze mongole nella conduzione politica del regno (v. Ilkhanato).
La forte presenza dei mongoli intorno al Mar Nero costrinse anche Manuele I di Trebisonda dei Mega Comneni a sottomettersi (1242), mentre il collasso del sultanato di Rum spingeva gli Uçbey a rifondare potentati indipendenti. Mentre si affermava il potere dei bey di Karaman e di Germiyan, il bey Osman I si ritagliò un piccolo dominio nel nord dell'Anatolia, poco a sud di Prusa, nel punto di maggior frizione tra turchi e bizantini. Prossimo ai confini del nemico bizantino, Osman I ed i suoi ghazi ebbero modo di saggiare rapidamente la debolezza del basileus Michele VIII Paleologo, impegnato a combattere in Grecia i latini per riconquistare il trono di Costantinopoli. La sconfitta dei selgiuchidi di Rum ad opera dei mongoli aveva infatti spinto il Paleologo a concentrare le sue risorse in Grecia, disinteressandosi alle scorribande dei turchi lungo il confine orientale.
Dopo la riconquista di Costantinopoli nel 1261, il basileus Michele VIII fu comunque costretto a mantenere le sue risorse concentrate sul confine occidentale del rinato impero, mentre i turchi di Osman I, gli "Ottomani", iniziarono ad espandersi. Quelle che inizialmente erano state incursioni a scopo di saccheggio divennero campagne di conquista: Söğüt cadde in mano turca nel 1265 ed Eskişehir nel 1289.
Impossibilitati a spostare truppe in Anatolia, i bizantini si preoccuparono degli ottomani solo al volgere del secolo, quando ormai Osman I aveva gettato le basi dell'Impero ottomano. Il basileus Andronico II Paleologo spostò la capitale a Nicea per meglio gestire la questione anatolica, affidando il comando delle truppe al capace generale Alessio Filantropeno (1290): le guerre bizantino-selgiuchidi si erano trasformate nelle Guerre bizantino-ottomane.

### Fonti primarie per lo studio della Bisanzio tardo-Macedone
- Michele Psello, Chronographie ou histoire d'un siècle de Byzance (976-1077), v. I-II, ed. Émile Renauld, Parigi, 1926-28 (rist. 1967).
- Ioannis Scylitzae Synopsis Historiarum, ed. Hans Thurn, Berlino, 1973, ISBN 978-3-11-002285-8.

### Fonti primarie per lo studio della Bisanzio dei Ducas e dei Comneni
- Anna Comnena, Alessiade, ed. B. Leib, Parigi, 1937 (libri I-III)-1976 (libro IV).
- Guglielmo di Tiro, Historia rerum in partibus transmarinis gestarum, ed. Columbia, 1943.
- Fulcherio di Chartres, A History of the Expedition to Jerusalem 1095–1127, ed. H.S. Fink, Knoxville, 1969.
- Ioannis Cinnami Epitome rerum ab Ioanne et Alexio Comnenis gestarum, ed. A. Meineke, (Corpus Scriptorum Historiae Byzantinae), Bonn 1836.
- Nicetae Acominati Choniatae 86 annorum Historia, uidelicet ab anno restitutae salutis circiter 1117., in quo Zonaras desinit, usque ad annum 1203, libris 19. Hieronymo Wolfio Oetingensi interprete; Basileae: ex officina Ioannis Oporini, 1557.
- Niceta Coniata, Grandezza e catastrofe di Bisanzio, Milano, 1994, ISBN 88-04-37948-0.
- Niceta Coniata, La conquista di Costantinopoli durante la 4. crociata, trad. F. Conca, Milano, 1981.
- Goffredo di Villehardouin, La conquista di Costantinopoli, ed. F. Garavini, Torino, 1962.
- A. Garzya, Nicephorus Basilaca: orationes et epistolae, Lipsia, 1984.
- P. Gautier, Michel Italicos: lettres et discours, Parigi, 1972.
- G.L.F. Tafel e G.M. Thomas, Urkunden zur älteren Handelsund Staatsgeschichte der Republik Venedig mit besonderer Beziebung auf Byzanz und die Levante, vom neunten bis zum Ausgang des fünfzehnten Jahrhunderts, Vienna, 1856 (rist. Amsterdam, 1964).
- Armenia and the Crusades: Tenth to Twelfth Centuries : the Chronicle of Matthew of Edessa, ed. Ara Edmond Dostourian, National Association for Armenian Studies and Research, 1993, ISBN 978-0-8191-8953-0.

### Fonti musulmane per lo studio dell'epoca dei Comneni e delle prime crociate
- al-Kāmil fī l-tārīkh, ed. C.J. Tornberg, Beirut, 1982.
- Kamal ad-Din, Zubdat al-halab fi ta'rìkh Halab, ed. S. Dahhàn, Damasco, 1954.
- An Arab-Syrian Gentleman and Warrior in the Period of the Crusades; Memoirs of Usamah ibn-Munqidh (Kitab al i'tibar), ed. P.K. Hitti, New York, 1929.
- Ibn al-Qalanisi, Dhail ta'rìkh Dimashq, ed. Amedroz, Leiden, 1908.

### Fonti primarie per lo studio della Bisanzio dei Paleologi
- Georges Pachymérès relations historiques, ed. A. Failler, Parigi, 1984.
- Nicephori Gregorae Byzantina historia, v. I-III, ed. L. Schopen e I. Bekker, Bonn, 1829-1855.
- Iohannis Cantacuzini Historiarum libri IV, v. I-III, ed. L. Schopen, Bonn, 1828-1832.
- Ducas, Historia turco-bizantina 1341-1462, ed. Michele Puglia, Rimini, 2008, ISBN 88-8474-164-5.
- Georgii Sphrantzae Chronicon, ed. R. Maisano, Roma, 1990.
- Giorgio Sfranze, Paleologo, grandezza e caduta di Bisanzio, Palermo, 2008, ISBN 88-389-2226-8.
- Laonici Chalcocandylae historiarum demonstrationes, libri I-II, ed. E. Darkó, Budapest, 1922 e 1927.
- Chritobuli Imbriotae Historiae, ed. D.R. Reinsch, Berlino-New York, 1983.
- Georgii Acropolitae opera, v. I-II, ed. A. Heisenberg, Stuttgart-Teubner, 1978.

### Studi
- Giorgio Ravegnani, Imperatori di Bisanzio, Bologna, 2008, ISBN 978-88-15-12174-5.
- Giorgio Ravegnani, Bisanzio e Venezia, Milano, 2006, ISBN 88-15-10926-9.
- Giorgio Ravegnani, Introduzione alla storia bizantina, Bologna, 2006.
- Ralph-Johannes Lilie, Bisanzio la seconda Roma, Roma, 2005, ISBN 88-541-0286-5.
- Alain Ducellier, Bisanzio (IV-XV secolo), Milano, 2005, ISBN 88-215-5366-3.
- R.G. Grant, Battle : A Visual Journey Through 5000 Years of Combat, Londra, 2005, ISBN 1-4053-1100-2.
- Thomas F. Madden, Crusades, the Illustrated History, Ann Arbor, 2005.
- Giorgio Ravegnani, La storia di Bisanzio, Roma, 2004, ISBN 88-7801-353-6.
- Silvia Ronchey, Lo stato bizantino, Torino, 2002, ISBN 88-06-16255-1.
- Cyril Mango, The Oxford History of Byzantium, New York, 2002.
- Paul Magdalino, The Empire of Manuel I Komnenos, 1143–1180, Cambridge, 2002, ISBN 0-521-52653-1.
- John Julius Norwich, Bisanzio, Milano, 2000, ISBN 88-04-48185-4.
- F. Conca, U. Criscuolo, R. Maisano, Bisanzio, storia e civiltà, Milano, 1994.
- Gerhard Herm, I bizantini, Milano, Garzanti, 1985.
- E.D. Phillips, L'impero dei Mongoli, Roma, 1979.
- Georg Ostrogorsky, Storia dell'Impero bizantino, Milano, 1968, ISBN 88-06-17362-6.
- Steven Runciman, Storia delle Crociate, Torino, 1966.